# Кункі (Вармінсько-Мазурське воєводство)
Кункі (пол. Kunki, нім. Kunchengut) — село в Польщі, у гміні Ольштинек Ольштинського повіту Вармінсько-Мазурського воєводства.
Населення — 264 особи (2011).

## Демографія
Демографічна структура станом на 31 березня 2011 року:
|          | Загалом | Допрацездатний вік | Працездатний вік | Постпрацездатний вік |
| -------- | ------- | ------------------ | ---------------- | -------------------- |
| Чоловіки | 139     | 42                 | 88               | 9                    |
| Жінки    | 125     | 27                 | 78               | 20                   |
| Разом    | 264     | 69                 | 166              | 29                   |